# ورثی
ورثی (نام علمی: Oligomeris linifolia) نام یک گونه از تیره اسپرکیان است.